# National Radio Airplay Chart
The National Radio Airplay Chart é uma parada de sucesso das músicas mais tocadas nas rádios australianas. 

## Metodologia
A compilação é realizada pela empresa AirCheck entre músicas tocadas em 54 estações comerciais de rádio na Austrália.
A parada semanal segue o calendário de quinta a quarta-feira, sendo divulgada toda quinta-feira, diferentemente do ARIA Charts, que realiza a parada de vendas e divulga toda segunda-feira.
A AirCheck também compila músicas tocadas pelas emissoras de televisão australianas.